# Sogdië

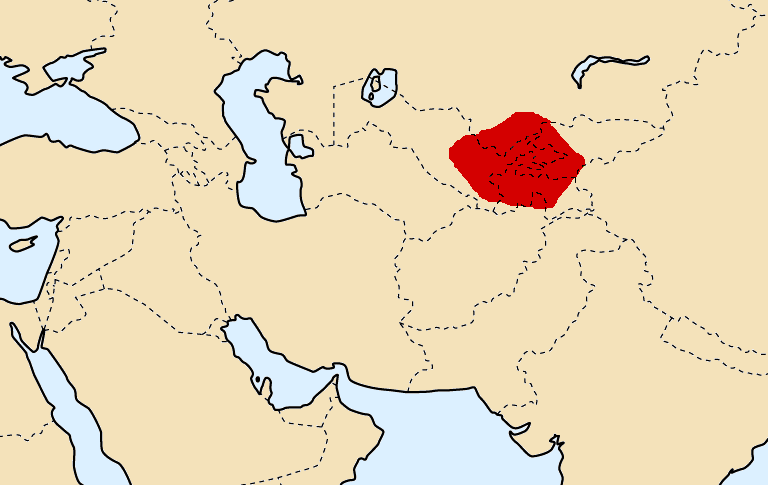
Sogdië rond 300 v.Chr.

Sogdië (Sughd - Tadzjieks: Sugdiane, Oudperzisch: Sughuda, Perzisch:سغد, Oudgrieks: Σογδιανῆ - Chinees: Sute 粟特) was een oude beschaving van Iraanse volkeren en later een provincie van het Achaemenische rijk. Sogdië omvatte, in verschillende tijdspannes, de gebieden rondom Samarkand, Buchara en Kesh (nu Shahrisabz) in het huidige Oezbekistan.
Sogdië is nooit een zelfstandig land geweest. De Sogdische staten lagen rond de belangrijkste stad Samarkand. Het lag ten noorden van Bactrië tussen de rivieren Oxus (Amu Darja) en Jaxartes (Syr Darja) en omsloot de vruchtbare vallei van de rivier de Zarafshan (in de oudheid Polytimetus). Tijdens de middeleeuwen werd het gebied uitgebreid naar het noorden door kolonisering in de richting van het meer Ysyk Köl.
De Sogdiërs bevonden zich op een kruispunt van de oude Zijderoute en speelden een belangrijke rol in de handel tussen China, Centraal-Azië en het Midden-Oosten, de zogenaamde Euraziatische uitwisseling.

## Geschiedenis
De Sogdische Rots of de Rots van Ariamazes, een fort in Sogdië, werd in 327 v.Chr. ingenomen door de strijdmacht van Alexander de Grote, die Sogdië met Bactrië in één satrapie verenigde. Vervolgens vormde het een deel van het Grieks-Bactrisch koninkrijk, gesticht door Diodotos, tot de Yuezhi het bezetten in het midden van de 3e eeuw v.Chr. Daarna volgden rond het jaar 500 de Hephthalieten, die op hun beurt door het Göktürkse rijk (551-572) werden vervangen.
De Sogdiërs begonnen contacten met China te onderhouden, nadat de ambassade van de Chinese verkenner Zhang Qian tijdens het bewind van keizer Wu Di van de Han-dynastie (141-87 v.Chr.) was teruggekeerd. Hij schreef een rapport van zijn bezoek aan Centraal-Azië en noemde een deel van het Sogdische gebied Kangju.

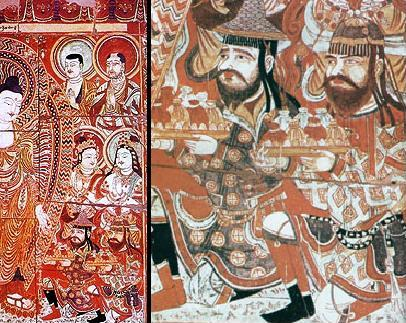
Sogdiërs met geschenken voor de Boeddha (fresco, detail), Bezeklik, oostelijk Tarimbekken, China, 8e eeuw

Na de zending en het rapport van Qian Zhang floreerden de Chinese commerciële relaties met Centraal-Azië en Sogdië. Er werden vele Chinese zendingen in de 1e eeuw v.Chr. gestuurd:
De grootste van deze ambassades naar buitenlandse staten telde enkele honderden personen, terwijl zelfs de kleinere gezelschappen meer dan 100 leden omvatten... In de loop van één jaar zouden van vijf of zes tot meer dan tien partijen worden uitgestuurd. (Shiji, trad. Burton Watson)
De Sogdische handelaars waren toen echter nog steeds minder belangrijk in de Zijderoute dan hun zuidelijke buren, de Indiërs en Bactriërs. Zij domineerden de Oost-West-handel van de 4e eeuw tot de 8e eeuw.

## Cultuur
De Sogdiërs stonden bekend om hun verdraagzaamheid tegenover verschillende godsdiensten. Boeddhisme, manicheïsme, nestorianisme en zoroastrisme hadden er volgelingen. De meeste Sogdiërs waren zoroastristen. Ze hielpen bovendien de Byzantijnen in 568 om een noordelijke Zijderoute te openen langs de Kaukasus waardoor de weg door het Sassanidenrijk vermeden kon worden. De Sogdiërs speelden een belangrijke rol in de verspreiding van het boeddhisme langs de Zijderoute, tot de periode van de islamitische veroveringen in de 8e eeuw. Veel van de kennis van de Sogdiërs en hun taal komt van de talrijke godsdienstige teksten die zij hebben nagelaten.
De Sogdiërs spraken een Iraanse taal, het Sogdisch - nauw verwant met het naburige Bactrisch. Het Sogdisch werd geschreven in een variant van het Aramese alfabet.
De vallei van Zarafshan in de buurt van Samarkand behield in de middeleeuwen de naam Soghd. Arabische geografen beschouwden het als een van de vier mooiste districten in de wereld.
De grote meerderheid van de Sogdiërs vermengde zich geleidelijk met andere volkeren zoals de Bactriërs, Chorasmiërs, Turken en Perzen van het Achaemenidenrijk en gingen Perzisch spreken (tegenwoordig Tadzjieks) of (na de Turkse verovering van Centraal-Azië) Turks-Oezbeeks. Zij zijn de voorouders van de huidige Tadzjieken en Oezbeken. Talrijke Sogdische woorden kunnen in het huidige Perzisch en Oezbeeks worden teruggevonden.